# Marnic De Meulemeester
Pour les articles homonymes, voir De Meulemeester.
Marnic De Meulemeester, né le 29 janvier 1957 à Audenaerde est un homme politique belge flamand, membre du OpenVLD.
Il est fonctionnaire dans l'enseignement.

## Fonctions politiques
- conseiller communal à Audenarde (1994 - )
- échevin à Audenarde (1994 - 2000)
- bourgmestre d'Audenarde (2001 - )
- Député au Parlement flamand depuis le 6 juillet 2004